# La princesa doña Lambra
La princesa doña Lambra es una obra de teatro de Miguel de Unamuno, calificada por el propio autor como farsa en un acto.

## Sinopsis
En un pórtico gótico yace Doña Lambra, mujer que falleció joven tras vivir una intensa pasión. Allí acude Sinforosa, que lleva 20 años esperando que su novio Eugenio regrese de Paraguay, pese a que su hermano Fortunato, sacerdote del lugar, trata de convencerla de que lo olvide. Quien aparece, sin embargo, es otro Eugenio, poeta y deslumbrado por la leyenda de Doña Lambra. En la negritud de la noche, Sinforosa cree que es su novio que finalmente ha vuelto y el nuevo Eugenio cree que ella es el espíritu renacido de Doña Lambra. Fortunato aprovecha el malentendido y en el mismo lugar los casa.

## Publicación y representación
Escrita en 1909, se publicó cuatro años más tarde. Sin embargo no se estrenó sobre un escenario hasta el 22 de septiembre de 1964, en el Teatro Candilejas de Barcelona, con dirección de Ramiro Bascompte e interpretación de Paquita Ferrandiz, Francisco Vals, Carlos Ibarzábal, Luis Torner y Pedro Gil.